# Партия демократического обновления (Бенин)
Партия демократического обновления (фр. Parti du renouveau démocratique, PRD) — политическая левоцентристская партия Бенина, основанная и руководимая Адрианом Унгбеджи, жившим в изгнании несколько лет и вернувшимся в Бенин для участия в Национальной конференции в 1990 году. Партия была образована 1990 года в основном из сторонников, живших ранее в изгнании как и сам Унгбеджи. Партия в основном базируется в департаменте Веме на юго-востоке Бенина.

## История
Адриан Унгбеджи был избран в Национальную ассамблею после первых многопартийных парламентских выборов 1991 года, на которых партия выступала в альянсе с Национальной партией за демократию и развитие, и был до 1995 года Президентом Национальной ассамблеи.
В 1996 году партия вошла в правительство и Унгбеджи стал премьер-министром, однако коалиция оказалась коротко-живущей. После парламентских выборов 1999 года он вновь стал Президентом Национальной ассамблеи.
На президентских выборах 2007 года Унгбеджи, будучи кандидатом от партии, получил в первом туре 24,2% голосов, однако во втором туре уступил с 25,4% голосов Яйи Бони.

## Участие в выборах

### Парламентские выборы
| Год выборов | Голосов                               | %       | Национальная ассамблея |
| ----------- | ------------------------------------- | ------- | ---------------------- |
| 1991        | 120 705 (в альянсе с НПДР)            | 11,7 %  | 32 из 64               |
| 1995        | 225 175                               | 15,42 % | 19 из 83               |
| 1999        | 217 816                               | 11,6 %  | 11 из 83               |
| 2003        | (Оппозиционный альянс)                | -       | 11 из 83               |
| 2007        | -                                     | -       | 10 из 83               |
| 2011        | 537 632 (в альянсе Союз делает нацию) | 26,89 % | 30 из 83               |
| 2015        | 422 715 (в альянсе Союз делает нацию) | 14,35 % | 15 из 83               |